# Rendgenska astronomija
Rendgenska astronomija je grana astronomije koja istražuje nebeske izvore rendgenskoga zračenja. Započela je razvoj 1949. kada je otkriveno da Sunce emitira rendgensko zračenje. Kako se rendgensko zračenje jako apsorbira u atmosferi, rendgenska astronomija u početku se služila balonima i raketama. Da bi se opažalo meko rendgensko zračenje (energije manje od 10 keV), nužna je upotreba umjetnih satelita ili svemirskih letjelica. Mekša rendgenska zračenja apsorbiraju se i u neutralnom međuzvjezdanom vodiku. Jedna vrsta rendgenskih teleskopa određuje samo smjer i jakost zračenja, a druga vrsta stvara sliku. Prvi koriste otvore u metalnim zaslonima kojima se određuje smjer pristizanja zračenja pa djeluju na načelu tamne komore; više takvih jedinica pomaže da se zračenje zabilježi u obliku razdvojenih točaka. Druga vrsta teleskopa koristi refleksiju rendgenskoga zračenja od metala pod kutom manjim od 1°. Pri takvu upadu zračenja, metalna ga površina odbija i rendgenski teleskop stvara sliku kao i optički teleskop. Radi skraćenja puta zračenja, paraboloidno zrcalo kombinira se s hiperboloidnim zrcalom, a kako bi se bolje iskoristio otvor zaslona, umeće se niz dvostrukih zrcala, jedno u drugome, i dobiva se gnijezdo zrcala sa zajedničkim žarištem.
Izvor rendgenskoga zračenja je plin vrlo visoke temperature, od milijun do stotinu milijuna stupnjeva. Zvjezdani su izvori neutronske zvijezde i crne rupe (posebno akrecijski diskovi u sustavima od dviju bliskih zvijezda), magličasti ostatci supernovih zvijezda, tranzientne rendgenske promjenljive zvijezde, i bursteri. Rendgensko zračenje primijećeno je i kod normalnih zvijezda, ali slabo, i potječe iz korone, kao što je Sunčeva. Rendgenski bursteri, izvori ponavljajućih intenzivnih bljeskova, koji traju od sekunde do minute, vjerojatno su bliski dvojni zvjezdani sustavi s izmjenom tvari. Izvori izvan Mliječne staze divovske su eliptične galaktike, aktivne galaktike (kvazari i Seyfertove galaktike), te međugalaktički plin u središtima galaktičkih skupova. Poznato je više od stotinu kvazara koji zrače u rendgenskom području, a među njima neki vrlo snažno (snaga zračenja 1038 do 1041 W). Rendgensko zračenje svemirskih tijela pridonosi energiji zračenja od jedne stotnine do jedne desetine. 
Danas djeluju sateliti s rendgenskim teleskopima i drugim mjernim instrumentima: RXTE ili Rossi X-ray Timing Explorer (1995.), Chandra ili Chandra X-ray Observatory(1999.), XMM-Newton ili X-ray Multi-Mirror Mission (1999.), INTEGRAL ili INTErnational Gamma-Ray Astrophysics Laboratory (2002.) i SWIFT ili Swift Gamma-Ray Burst Mission (2004.).
Rendgenske zrake su visokoenergetsko elektromagnetsko zračenje s valnim duljinama između 0,01 i 10 nanometara, mnogo kraćim od vidljive svjetlosti. Najkraće rendgenske zrake nose najviše energije. Rendgenske zrake su na Zemlji vrlo prodorne - liječnici ih koriste za snimanje unutrašnjosti tijela - ali ih zaustavljaju gornji slojevi atmosfere. Zbog toga rendgenske detektore moramo raketama ili satelitima postaviti iznad atmosfere. Rendgenske zrake opažaju se dvjema vrstama detektora. Silicijski detektor s površinskom barijerom (CCD) je elektronički detektor (poluprovodnički elementi na bazi silicija) kakav se rabi u većini optičkih teleskopa, a on naprosto bilježi broj pogodaka rendgenskih zraka. Proporcionalni brojač, profinjena verzija Geigerovog brojača kakvog koristimo na Zemlji za otkrivanje zračenja, stvara rendgenski ekvivalent slike u boji.
Prije otprilike 11 000 godina u zviježđu Jedra, eksplodirala je supernova udaljena 1 500 svjetlosnih godina od Zemlje. Kad je bila najsjajnija vjerojatno je sjala jače od punog Mjeseca. Danas je od nje preostao samo golemi mjehur vrućeg plina promjera 140 svjetlosnih godina. Optički teleskopi ga jedva naziru ali Rosatov osjetljivi rendgenski teleskop otkrio je plin temperature 8 milijuna ºC. Satelit je također otkrio i mnogo manji i dalji ostatak supernove Krma A.

## Povijest
Riccardo Giacconi, američki astronom talijanskog porijekla, pionir je i jedan od začetnika rendgenske astronomije, dobitnik je Nobelove nagrade za fiziku u 2002. Krajem pedesetih godina 20. stoljeća Riccardo Giacconi je ušao u potpuno nepoznato znastveno područje. Da se je rukovodio tadašnjim predvidjanjima, vjerojatno se nikada ne bi niti počeo baviti svemirskim istraživanjima. Jer, prema tadašnjem poznavanju svemira u rendgenskom području elektromagnetskog spektra naprosto je trebao biti crn, zvijezde i galaksije su u tom dijelu spektra trebale zračiti tek (zanemarivo) mali broj fotona.
Godine 1949. tim istraživača s Naval research Laboratory predvođen Herbertom Friedmanom otkrio je slabu emisiju rendgenskih zraka iz Sunčeve korone. Na zarobljenim njemačkim raketama V2 iz Drugog svjetskog rata, oni su postavili male Geigerove brojače. Otkrivena emisija X-zraka bila je čak milijun puta manja od ukupne energije koju Sunce zrači u ostalim valnim duljinama! Početak je bio težak. Prve dvije rakete AS&E rasprsnule su se prilikom lansiranja. Treći pokušaj, u lipnju 1962. bio je pun pogodak. Tijekom vrlo kratkog perioda opažanja, svega pet minuta je bilo na raspolaganju, Geigerovi brojači stotinu puta osjetljiviji od bilo kojih upotrebljenih ranije, detektirali su jak izvor X-zraka u smjeru zvježđa Škorpion, a pored toga i jednoličnu pozadinu rendgenskog zračenja. Ubrzo, otkriće Giacconija i suradnika potvrdila je Friedmanova grupa. Otvoreno je novo spektralno područje za istraživanje svemira. 
Chandra opservatorij rendgenskih zraka, koji je lansiran 23. srpnja 1999., je najsloženiji opservatorij rendgenskih zraka do sada izgrađen, a radi i danas.